# 스타 네트워크

스타 네트워크(star network)는 이더넷 LAN에서 가장 널리 사용되는 물리적 토폴로지이다. 주된 네트워크 장비에 기타 네트워크 장비를 추가로 연결하기 위해 스타 네트워크가 확장될 수 있으며, 이러한 토폴로지를 확장 스타 토폴로지라고 한다. 스타 토폴로지는 자전거 바퀴처럼 생겼다. 중앙의 연결지점에 허브, 스위치, 라우터 같은 장비가 배치되며, 모든 케이블링 세그먼트가 이 중앙 지점으로 모인다. 네트워크의 각 장비는 자체 케이블에 의해 중앙 장비로 연결된다.
구축 비용 면에서 물리적 스타 토폴로지가 물리적 버스 토폴로지보다 더 비싸지만 비용 이상의 가치가 있다. 각 장비가 자체 선에 의해 중앙 장비로 연결되기 때문에 특정 케이블에 문제가 있을 경우에 해당 장비만 영향을 받고 네트워크의 나머지 부분은 정상적으로 작동한다. 이 장점은 중요하며, 이 때문에 거의 모든 이더넷 LAN이 물리적 스타 토폴로지로 설계되고 있다.

## 같이 보기
- 버스 토폴로지
- 메시 토폴로지
- 트리 토폴로지
- 하이퍼트리 네트워크